# Дитячий історичний табір імені мецената Євгена Чикаленка
Дитячий історичний табір імені Євгена Чикаленка — проєкт громадської організації «Не будь байдужим!», спрямований на популяризацію українського меценатства та формування громадянської свідомості серед школярів. Започаткований влітку 2008 року, табір проводився щорічно до 2010 року на Черкащині для дітей із багатодітних сімей з усієї України.
Проєкт мав на меті ознайомлення школярів із діяльністю українських промисловців та меценатів початку ХХ ст. (зокрема Чикаленків, Симиренків), історичними місцями у контексті української культури й краєзнавства, а також створення умов для практичного закріплення української мови через змішане мовне середовище, екскурсійні та лекційні програми. Названий на честь мецената Євгена Чикаленка.

## Історія
Уперше табір відбувся у червні 2008 року у селі Кононівка Драбівського району Черкаської області. Організаторами виступили директор Кононівської загальноосвітньої школи Віктор Згуровський та члени громадської організації «Не будь байдужим!», зокрема активіст Валерій Умрихін. Віктор Згуровський робив акцент на необхідності налагодження контактів та культурному обміні між віддаленими один від одного регіонами України. Практичне втілення цього пропонувалося у вигляді дитячого табору, де відбуватиметься живе спілкування між школярами в режимі занять, які відповідали би їхньому віку та зацікавленням. Табір був наметовим містечком, де проживали підлітки з кількох регіонів України (щоразу захід було розраховано у середньому на 20-50 дітей) та дорослі, які відповідали за захід.
Ідея табору включала історично-культурологічний та творчо-розважальний аспекти:
- Історичний акцент зроблено на подіях кінця XIX — початку XX ст. — періоді діяльності Євгена Чикаленка, вписуючи постать діяча у контекст сучасного йому історичного періоду. Географія місцевості сприяла наочній актуалізації історичних подій та постатей: село Кононівка пов'язане із низкою українських культурних та політичних діячів кінця XIX — початку XX ст. Це Тарас Шевченко, Іван Франко, Михайло Грушевський, Михайло Коцюбинський, Борис Грінченко, Володимир Винниченко, Олександр Олесь, Володимир Леонтович, Дмитро Дорошенко, Олександр Русов, Володимир Науменко, Федір Матушевський, Василь Симиренко, Леонід Жебуньов, Богдан-Валеріан Ярошевський та інші відомі люди першої половини XX ст. Багато із перерахованих діячів у Кононівці зупинялися у маєтку Євгена Чикаленка[4]. Зокрема, відомо, що влітку 1908 року Михайло Коцюбинський гостював у Чикаленка, а після цього написав новелу «Intermezzo» про кононівські поля[3].

- Розважальна частина програми мала продемонструвати підліткам, що українська культура сучасна і відкрита до нового, а український контент відповідає провідним світовим тенденціям. Для цього до участі в таборі організатори запрошували зірок українського шоу-бізнесу, відомих музикантів та інших представників сучасної української культури[3], 2009 року також було запрошено гостю з-за кордону — Ніну Тєлєгіну[5] із Бостона, ученицю українського казкаря Сашка Лірника, яка розповідала підліткам про США (на момент проведення табору вона працювала сценаристкою у Warner Brothers[6]), а знання з історії учасники закріплювали вправами й завданнями у творчій та ігровій формі (наприклад, театралізовані дійства, організовані та модеровані Сашком Лірником).

Суттєвими аспектом для концепції було мовне питання. У дитячому таборі виникало змішане мовне середовище, де були діти як з україномовних, так і з російськомовних родин. Унаслідок природного мовного контакту між ними в атмосфері табору було створено умови для допомоги і сприяння тим, хто хотів би розмовляти українською, але не наважується, перебуваючи в російськомовному середовищі.
В екскурсійній програмі враховано географічне розташування села Кононівка, що дає можливість відвідати культурно-освітні та науково-дослідні заклади й історичні локації найближчих до цього села населених пунктів Черкаської, Київської, Полтавської областей.
Табір проводився в 2008, 2009 і 2010 роках.
12 серпня 2010 року Олег Скрипка влаштував аукціон в клубі «Olmeca Plage» (Гідропарк, Київ), на якому продав тюнінгований запорожець-кабріолет із кліпу гурту Воплі Відоплясова «Відпустка». У результаті торгів запорожець було продано бізнесменові Русланові Олексенку за 20 тисяч гривень. Кошти, отримані за автомобіль, Олег Скрипка передав рухові «Не будь байдужим!» як благодійну допомогу для проведення табору.

## Табори
| Дата                   | Організатори | Місце                                            | Кількість учасників | Географія учасників | Екскурсійна програма | Запрошені зірки |
| ---------------------- | --- | ------------------------------------------------ | --- | --- | --- | --- |
| 23-28 червня 2008 року | - Рух «Не будь байдужим!» - Оксана Левкова; - Кононівська ЗОШ І-ІІІ ступенів - Віктор Згуровський (директор школи)     | с. Кононівка Драбівського району Черкаської обл. | близько 60 (близько 50 підлітків і 10 дорослих), а також близько 15 журналістів, яких запросила координаторка руху «Не будь байдужим!» Оксана Левкова. | м. Севастополь, Рівненська обл. — м. Костопіль, Черкаська обл. — с. Кононівка (сьомий клас місцевої школи)                         | Канів — Шевченківський національний заповідник, Тарасова гора, Могила Тараса Шевченка, Канівський історичний музей; Богданівка — краєзнавчий музей-садиба Катерини Білокур; Чигирин, Суботів — родинний маєток гетьмана Богдана Хмельницького; Холодний Яр, Мотронинський монастир, де зберігся Дуб Максима Залізняка; Хутір Убіжище — місце поховання Євгена Гребінки; Київ                                                                  | харківський діджей Tonique (Антон Батурин) із гурту «Танок на Майдані Конґо», танцюристи хіп-хоп команди «Big Friendly Family» (триразові чемпіони України) |
| 23-26 червня 2009 року | - Рух «Не будь байдужим!» - Оксана Левкова - Кононівська ЗОШ І-ІІІ ступенів - Віктор Згуровський (директор школи)      | с. Кононівка Драбівського району Черкаської обл. | 95 (25 дітей і 70 дорослих), а також 16 журналістів, запрошених Оксаною Левковою.                                                                      | Херсонська обл. — м. Херсон, Волинська обл. — м. Луцьк, Черкаська обл. — с. Кононівка (діти із місцевої школи)                     | Тарасова гора та могила Тараса Шевченка, екскурсія по території і Канівський історичний музей, катання по Дніпру на катері; Богданівка — краєзнавчий музей-садиба художниці Катерини Білокур; Чигирин, Суботів — родинний маєток гетьмана Богдана Хмельницького; Холодний Яр, Мотронинський монастир, Дуб Максима Залізняка; Переяслав-Хмельницький (Музей просто неба, Меморіальний музей Григорія Сковороди); Екскурсійна поїздка до Києва. | український казкар Сашко Лірник, Ніна Тєлєгіна, Бостон, США (учениця Сашка Лірника, сценаристка у компанії Warner Brothers), Емілія Умрихіна й Артем Ращупкін (із виступом-демонстрацією українського бойового гопака); історик, журналіст та громадський діяч Сергій Пархоменко-Багряний (з лекцією на історичну тематику) |
| 25-29 жовтня 2010 рок  | - Рух «Не будь байдужим!» - Оксана Левкова - Олена Подобєд-Франківська (відповідальна за організаційні моменти табору) | Санаторій «Україна», вул. Лісова 1, м. Черкаси.  | 28 осіб, а також 5 журналістів, запрошених Оксаною Левковою.                                                                                           | Київська обл. — м. Київ, Рівненська обл. — м. Рівне, Дніпропетровська обл. — м. Дніпропетровськ, Тернопільська обл. — м. Тернопіль | автобусна екскурсія за маршрутом «Черкаси — Чигирин — Суботів — Холодний яр — Медведівка — Кресельці (див. Холодний Яр) — Хутір Буда — Черкаси». | український казкар та музикант Сашко Лірник |